# Deutsche Feldhandball-Meisterschaft 1937/38
Die Deutsche Feldhandball-Meisterschaft 1937/38 war die 18. deutsche Feldhandball-Meisterschaft. Erneut qualifizierten sich die Sieger der bestehenden 16 Handball-Gauligen für die Endrunde. Die Vorrunde wurde wie bereits in den Vorjahren im Rundenturnier in vier Gruppen mit je vier Teilnehmern mit Hin- und Rückspiel ausgetragen. Die vier Gruppensieger spielten dann im K.-o.-System den Feldhandballmeister aus, die Halbfinalpartien fanden erneut im Best-of-Three-Modus statt. Vorjahressieger MTSA Leipzig konnte seinen Meistertitel dank eines 6:5-Erfolges über den MSV Weißenfels erfolgreich verteidigen.

## Teilnehmer an der Endrunde
| Verein                | Qualifiziert als                           |
| --------------------- | ------------------------------------------ |
| VfL Königsberg        | Meister der Gauliga I Ostpreußen           |
| LSV Flak Stettin      | Meister der Gauliga II Pommern             |
| Polizei SV Berlin     | Meister der Gauliga III Berlin-Brandenburg |
| Borussia Carlowitz    | Meister der Gauliga IV Schlesien           |
| MTSA Leipzig          | Meister der Gauliga V Sachsen              |
| MSV Weißenfels        | Meister der Gauliga VI Mitte               |
| Oberalster VfW        | Meister der Gauliga VII Nordmark           |
| Post SV Hannover      | Meister der Gauliga VIII Niedersachsen     |
| MSV Hindenburg Minden | Meister der Gauliga IX Westfalen           |
| Lintforter SpV        | Meister der Gauliga X Niederrhein          |
| VfB 08 Aachen         | Meister der Gauliga XI Mittelrhein         |
| TV Wetzlar            | Meister der Gauliga XII Hessen             |
| VfL 1880 Haßloch      | Meister der Gauliga XIII Südwest           |
| SV Waldhof Mannheim   | Meister der Gauliga XIV Baden              |
| SV Urach              | Meister der Gauliga XV Württemberg         |
| Post SV München       | Meister der Gauliga XVI Bayern             |

## Vorrunde

### Gruppe 1
| Pl. | Verein           | Sp. | S | U | N | Tore    | Diff. | Punkte |
| --- | ---------------- | --- | - | - | - | ------- | ----- | ------ |
| 1.  | MTSA Leipzig     | 6   | 6 | 0 | 0 | 089:300 | +59   | 012:00 |
| 2.  | Oberalster VfW   | 6   | 4 | 0 | 2 | 060:590 | +1    | 08:40  |
| 3.  | LSV Flak Stettin | 6   | 2 | 0 | 4 | 047:650 | −18   | 04:80  |
| 4.  | VfL Königsberg   | 6   | 0 | 0 | 6 | 038:800 | −42   | 00:120 |

### Gruppe 2
| Pl. | Verein             | Sp. | S | U | N | Tore    | Diff. | Punkte |
| --- | ------------------ | --- | - | - | - | ------- | ----- | ------ |
| 1.  | MSV Weißenfels     | 6   | 5 | 0 | 1 | 081:340 | +47   | 010:20 |
| 2.  | Polizei SV Berlin  | 6   | 4 | 0 | 2 | 062:440 | +18   | 08:40  |
| 3.  | Borussia Carlowitz | 6   | 3 | 0 | 3 | 068:580 | +10   | 06:60  |
| 4.  | TV Wetzlar         | 6   | 0 | 0 | 6 | 015:900 | −75   | 00:120 |

### Gruppe 3
| Pl. | Verein                | Sp. | S | U | N | Tore    | Diff. | Punkte |
| --- | --------------------- | --- | - | - | - | ------- | ----- | ------ |
| 1.  | MSV Hindenburg Minden | 6   | 5 | 0 | 1 | 039:230 | +16   | 010:20 |
| 2.  | Lintforter SpV        | 6   | 3 | 1 | 2 | 035:340 | +1    | 07:50  |
| 3.  | Post SV Hannover      | 6   | 2 | 1 | 3 | 033:400 | −7    | 05:70  |
| 4.  | VfB 08 Aachen         | 6   | 0 | 2 | 4 | 031:410 | −10   | 02:100 |

### Gruppe 4
| Pl. | Verein              | Sp. | S | U | N | Tore    | Diff. | Punkte |
| --- | ------------------- | --- | - | - | - | ------- | ----- | ------ |
| 1.  | SV Waldhof Mannheim | 6   | 5 | 0 | 1 | 054:220 | +32   | 010:20 |
| 2.  | Post SV München     | 6   | 3 | 0 | 3 | 037:350 | +2    | 06:60  |
| 3.  | VfL 1880 Haßloch    | 6   | 2 | 0 | 4 | 038:470 | −9    | 04:80  |
| 4.  | SV Urach            | 6   | 2 | 0 | 4 | 029:540 | −25   | 04:80  |

## Halbfinale
Die Halbfinalpartien fanden im Best-of-Three-Modus statt. Das erste Spiel fand am 12. Juni 1938, das zweite Spiel am 19. Juni 1938 statt. Das mögliche dritte Spiel war für den 26. Juni 1938 terminiert.
|                | Gesamt |                       | Hinspiel | Rückspiel | 3. Spiel |
| -------------- | ------ | --------------------- | -------- | --------- | -------- |
| MTSA Leipzig   | 19:13  | MSV Hindenburg Minden | 5:8      | 7:3       | 7:2      |
| MSV Weißenfels | 18:7   | SV Waldhof Mannheim   | 10:2     | 8:5       |          |

## Finale
| MTSA Leipzig         | MTSA Leipzig | MSV Weißenfels | MSV Weißenfels       |
| Flagge nicht bekannt | 17. Juli 1938 in Halle (Saale) (Mitteldeutsche Kampfbahn) Ergebnis: 6:5 (3:0) Zuschauer: 40.000 Schiedsrichter: Schwienietzki (Potsdam) | 17. Juli 1938 in Halle (Saale) (Mitteldeutsche Kampfbahn) Ergebnis: 6:5 (3:0) Zuschauer: 40.000 Schiedsrichter: Schwienietzki (Potsdam) | Flagge nicht bekannt |
| Flagge nicht bekannt | Wendt – Lange, Schünzel, Schumann, Kurt Dossin, Steudte, Göllner, Fritz Prosser, Edgar Reinhardt, Höfer, Badstübner                     | Kuhwald – Ruck, Geißler, Helbing, Hammericht, Schäfer, Stahr, Sieler, Hübner, Alfred Klingler, Laqua                                    | Flagge nicht bekannt |
| Flagge nicht bekannt | 1:0 Göllner (?.) 2:0 Badstübner (20.) 3:0 Prosser (24.) 4:0 Göllner (31.) 5:2 Reinhardt (?.) 6:4 Göllner (?.; 13M)                      | 4:1 Klingler (31.) 4:2 Klingler (34.; 13M) 5:3 Klingler (45.) 5:4 Hübner (?.; 13M) 6:5 Laqua (52.)                                      | Flagge nicht bekannt |